# Tour de Yorkshire 2015
El Tour de Yorkshire 2015, primera edició del Tour de Yorkshire, es va disputar entre l'1 i el 3 de maig de 2015 sobre un recorregut de 515 km repartits entre tres etapes. La cursa formava part del calendari de l'UCI Europa Tour 2015, amb una categoria 2.1.
El vencedor final fou el noruec Lars Petter Nordhaug (Team Sky), vencedor de la primera etapa i que va saber conservar el liderat. Fou acompanyat al podi per l'espanyol Samuel Sánchez (BMC Racing Team) i el francès Thomas Voeckler (Team Europcar), ambdós a 11 segons. Nordhaug també guanyà la classificació per punts mentre Nicolas Edet (Cofidis) fou el millor en la classificació de la muntanya i el Team Sky el millor equip.

## Equips
L'organització convidà a prendre part en la cursa a cinc equips World Tour, sis equips continentals professionals, sis equips continentals i equip nacional:
- equips World Tour: BMC Racing Team, IAM Cycling, Team LottoNL-Jumbo, Team Giant-Alpecin, Team Sky
- equips continentals professionals: Cofidis, Cult Energy, Team Europcar, MTN Qhubeka, Roompot Oranje Peloton, Topsport Vlaanderen-Baloise
- equips continentals: JLT Condor, Madison Genesis, NFTO, ONE, Raleigh GAC, WIGGINS
- equip nacional: Gran Bretanya

## Etapes
| Etapa | Data      | Recorregut                |                         | Km  | Vencedor d'etapa           | Líder de la general        | Ref.  |
| ----- | --------- | ------------------------- | ----------------------- | --- | -------------------------- | -------------------------- | ----- |
| 1a    | 1 de maig | Bridlington – Scarborough | Etapa accidentada       | 174 | Lars Petter Nordhaug (NOR) | Lars Petter Nordhaug (NOR) | [ 2 ] |
| 2a    | 2 de maig | Selby – York              | Etapa plana             | 174 | Moreno Hofland (NED)       | Lars Petter Nordhaug (NOR) | [ 3 ] |
| 3a    | 3 de maig | Wakefield – Leeds         | Etapa de mitja muntanya | 167 | Ben Hermans (BEL)          | Lars Petter Nordhaug (NOR) | [ 1 ] |

## Classificació final
|    | Ciclista                   | Equip           | Temps       |
| -- | -------------------------- | --------------- | ----------- |
| 1  | Lars Petter Nordhaug (NOR) | Team Sky        | 12h 47' 56" |
| 2  | Samuel Sánchez (ESP)       | BMC Racing Team | + 11"       |
| 3  | Thomas Voeckler (FRA)      | Team Europcar   | + 11"       |
| 4  | Stéphane Rossetto (FRA)    | Cofidis         | + 13"       |
| 5  | Philip Deignan (IRL)       | Team Sky        | + 24"       |
| 6  | Ben Hermans (BEL)          | BMC Racing Team | + 1' 05"    |
| 7  | Greg Van Avermaet (BEL)    | BMC Racing Team | + 1' 15"    |
| 8  | Erick Rowsell (GBR)        | Madison-Genesis | + 1' 21"    |
| 9  | Huub Duyn (NED)            | Team Roompot    | + 1' 27"    |
| 10 | Richard Handley (GBR)      | JLT-Condor      | + 1' 27"    |

## Evolució de les classificacions
| Etapa | Vencedor             | Classificació general | Classificació per punts | Classificació de la muntanya | Premi de la combativitat | Classificació per equips |
| ----- | -------------------- | --------------------- | ----------------------- | ---------------------------- | ------------------------ | ------------------------ |
| 1     | Lars Petter Nordhaug | Lars Petter Nordhaug  | Lars Petter Nordhaug    | Perrig Quéméneur             | Perrig Quéméneur         | Team Sky                 |
| 2     | Moreno Hofland       | Lars Petter Nordhaug  | Lars Petter Nordhaug    | Perrig Quéméneur             | Mark McNally             | Team Sky                 |
| 3     | Ben Hermans          | Lars Petter Nordhaug  | Lars Petter Nordhaug    | Nicolas Edet                 | Ian Bibby                | Team Sky                 |
| Final | Final                | Lars Petter Nordhaug  | Lars Petter Nordhaug    | Nicolas Edet                 | no entregat              | Team Sky                 |